# (3553) Mera
(3553) Mera (1985 JA) – planetoida z grupy Amora okrążająca Słońce w ciągu 2,11 lat w średniej odległości 1,64 j.a. Odkryła ją Carolyn Shoemaker 14 maja 1985 roku.